# 1916 no jornalismo
Nesta página encontrará referências aos acontecimentos directamente relacionados com o jornalismo ocorridos durante o ano de 1916.

## Eventos
- 25 de janeiro — Início da publicação bimensal do jornal "A Monarquia" em Portugal. Foi publicado até 10 de março do mesmo ano[1].
- abril — Início da publicação semanal literária e ilustrada "Canção de Portugal: o fado" (Lisboa, Portugal) que foi publicado até 1919[2].

## Nascimentos
| Data          | Nome            | Profissão                                   | Nacionalidade  | Observações | Ref |
| ------------- | --------------- | ------------------------------------------- | -------------- | ----------- | --- |
| 30 de julho   | Alexandre Babo  | dramaturgo, jornalista, político e escritor | Portugal       | m. 2007     |     |
| 4 de novembro | Walter Cronkite | jornalista                                  | Estados Unidos | m. 2009     |     |

## Mortes
| Data            | Nome                                  | Profissão                                                                              | Nacionalidade | Observações | Ref |
| --------------- | ------------------------------------- | -------------------------------------------------------------------------------------- | ------------- | ----------- | --- |
| 28 de janeiro   | Ramiro Barcelos                       | escritor, médico, professor, e industrial                                              | Brasil        | n. 1851     |     |
| 19 de fevereiro | Afonso Arinos de Melo Franco          | jornalista, escritor e jurista. Membro da ABL                                          | Brasil        | n. 1868     |     |
| 14 de agosto    | Henrique Poppe Leão                   | jornalista e dirigente desportivo                                                      | Brasil        | n. 1881     |     |
| 6 de outubro    | Garcia Redondo                        | engenheiro, jornalista, professor, contista e teatrólogo. Membro da ABL                | Brasil        | n. 1854     |     |
| 2 de dezembro   | José Veríssimo                        | escritor, educador, jornalista e estudioso da literatura brasileira. Foi membro da ABL | Brasil        | n. 1857     |     |
| 30 de dezembro  | José Victorino de Sousa e Albuquerque | militar-médico, político, ensaísta e jornalista                                        | Portugal      | n. 1843     |     |